# 图埃德莱斯卡雷讷
图埃德莱斯卡雷讷（法語：Touët-de-l'Escarène，法語發音：[twɛ də lɛskaʁɛn]，意为“莱斯卡雷讷的图埃”）是法国滨海阿尔卑斯省的一个市镇，位于该省中东部，莱斯卡雷讷以北，属于尼斯区。

## 地理
图埃德莱斯卡雷讷（43°50'51"N, 7°21'54"E）面积4.57 平方千米，位于法国普罗旺斯-阿尔卑斯-蓝色海岸大区滨海阿尔卑斯省，该省份为法国东南部沿海省份，南濒地中海，西南至瓦尔省，西北接上普罗旺斯阿尔卑斯省，北部和东部与意大利接壤。
与图埃德莱斯卡雷讷接壤的市镇（或旧市镇、城区）包括：莱斯卡雷讷、吕塞拉姆、佩耶。
图埃德莱斯卡雷讷的时区为UTC+01:00、UTC+02:00（夏令时）。

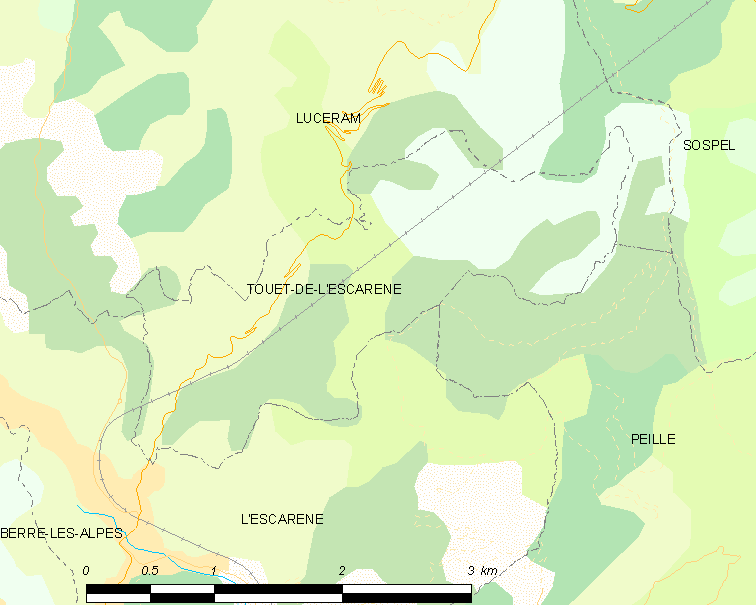
图埃德莱斯卡雷讷的OSM定位图

## 行政
图埃德莱斯卡雷讷的邮政编码为06440，INSEE市镇编码为06142。

## 政治
图埃德莱斯卡雷讷所属的省级选区为孔特县。

## 人口

1962-2008年间图埃德莱斯卡雷讷人口变化图示

图埃德莱斯卡雷讷于2022年1月1日时的人口数量为303人。